# Élodie Clouvel

Élodie Clouvel (Saint-Priest-en-Jarez, 14 de janeiro de 1989) é uma pentatleta francesa, medalhista olímpica.
Filha de atletas franceses corredores de longa distância, começou no esporte de alto nível como nadadora e participando do campeonato francês de natação de 2008, onde tentou classificação para os Jogos Olímpicos de Pequim, sem obter sucesso. Em setembro daquele ano, passou a praticar o pentatlo moderno e em 2010 foi medalha de bronze no campeonato francês, no campeonato mundial júnior e no campeonato europeu por equipes. No ano seguinte tornou-se campeã francesa do pentatlo, e venceu seu primeiro campeonato em março daquele ano, no Rio de Janeiro, o que a levou a disputar a modalidade em Londres 2012, onde ficou em 31º lugar.
Bicampeã francesa em 2013 e 2014 e vice-campeã em 2015, campeã mundial em dupla mista em 2013 e vice-campeã individual em 2016, chegou como uma das favoritas aos Jogos do Rio, em 2016, onde conquistou a medalha de prata olímpica, com um total de 1356 pontos, tornando-se o primeiro pentatleta francês a conquistar uma medalha olímpica individual.
Em 2019, Clovel conquistou a medalha de ouro individual nos Jogos Mundiais Militares em Wuhan, na China. Após o retorno dos Jogos, ela e seu companheiro Valentin Belaud, bicampeão mundial, anunciaram ter contraído o Covid-19 durante a permanência no país e na cidade-foco da pandemia.